# Селишня (Холмецкое сельское поселение)
Селишня — деревня в Оленинском муниципальном округе Тверской области, до 2019 года входила в состав Холмецкого сельского поселения.

## География
Деревня расположена в 15 км на север от посёлка Оленино.

## История
В 1885 году на погосте Селишня близ деревни была построена деревянная Никольская церковь, исповедальные книги с 1824 года.
В конце XIX — начале XX века деревня входила в состав Козинской волости Ржевского уезда Тверской губернии. 
С 1929 года деревня входила в состав Волковского сельсовета Оленинского района Ржевского округа Московской области, с 1935 года — в составе Калининской области, с 1994 года — в составе Первомайского сельского округа, с 2005 года — в составе Холмецкого сельского поселения, с 2019 года — в составе Оленинского муниципального округа.

## Население
| 1859 | 2002 | 2010 |
| ---- | ---- | ---- |
| 66   | ↘4   | ↘0   |